# Брэттан, Люк
Натан Люк Брэттан (англ. Nathan Luke Brattan; род. 8 марта 1990, Кингстон-апон-Халл, Англия) — австралийский футболист, полузащитник австралийского клуба «Сидней».
Брэттан родился в Англии, но переехал вместе с родителями в Австралию, когда ему исполнилось шесть месяцев.

## Клубная карьера
Брэттан — воспитанник клуба «Брисбен Роар». 6 декабря 2009 в матче против «Перт Глори» он дебютировал в А-Лиге. В 2011 году Люк стал чемпионом Австралии в составе «Брисбена». 7 апреля 2013 года в поединке против «Аделаида Юнайтед» Брэттан забил свой первый гол за «Роар». В 2014 году он во второй раз стал чемпионом страны.
В октябре 2015 года у Брэттана кончился контракт и он на правах свободного агента перешёл в английский «Манчестер Сити», подписав соглашение на четыре года. Для получения игровой практики он на правах аренды был отправлен в «Болтон Уондерерс». Однако спустя несколько недель «горожане» вернули Люка обратно.
Летом 2016 года Брэттан был отдан в аренду в «Мельбурн Сити». 8 октября в матче против «Веллингтон Феникс» он дебютировал за новую команду. 15 октября в поединке против «Мельбурн Виктори» Люк забил свой первый гол за «Мельбурн Сити».

## Достижения
Командные
 «Брисбен Роар»
- Чемпионат Австралии по футболу — 2010/2011
- Чемпионат Австралии по футболу — 2013/2014